# 比熱戈斯群島

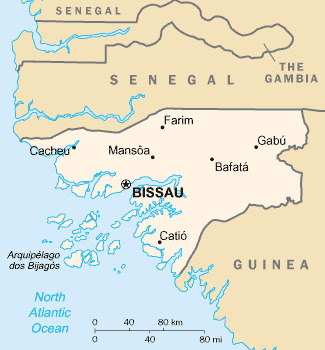

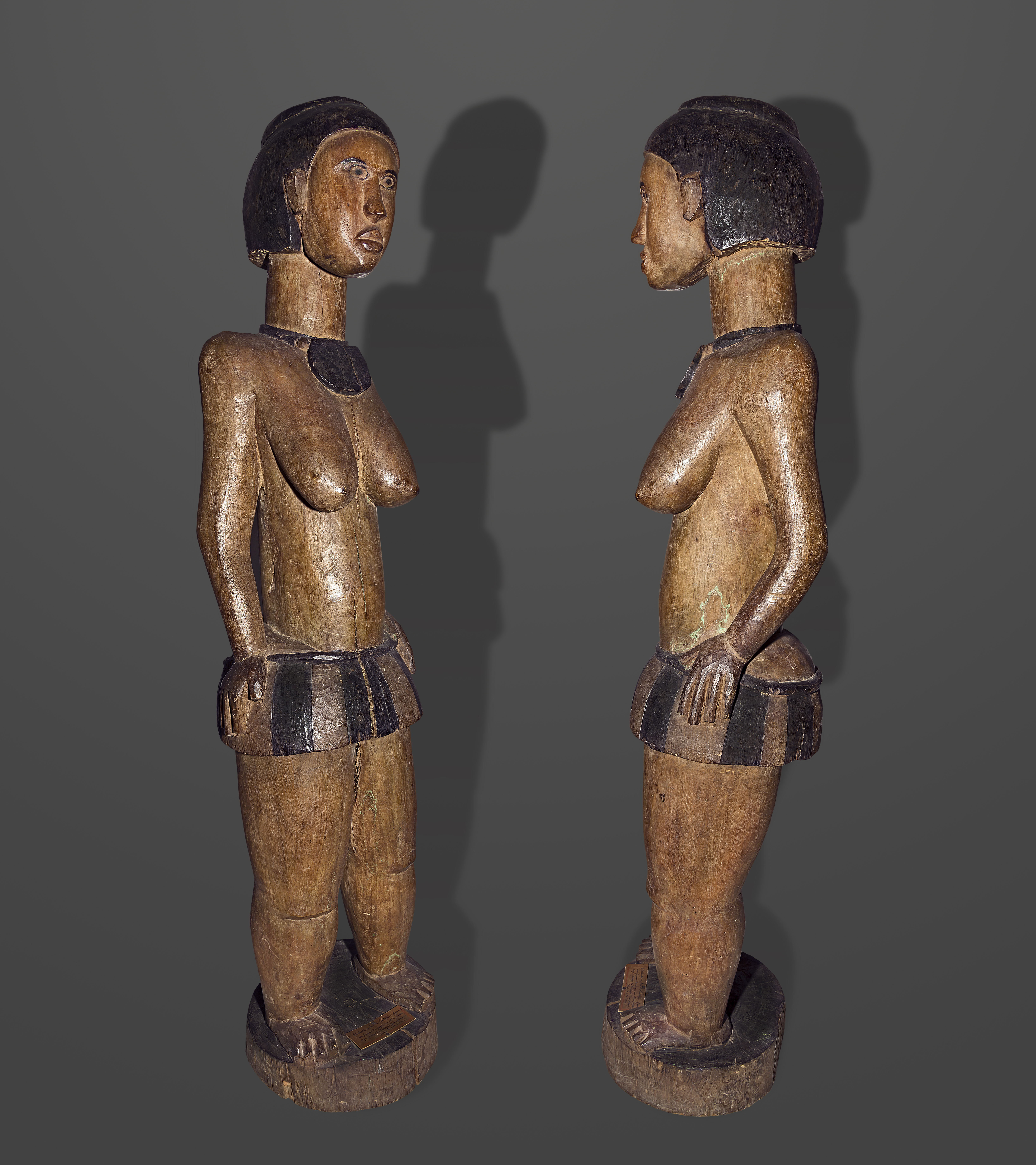
女性雕塑。

比熱戈斯群島（葡萄牙語：Arquipélago dos Bijagós）是大西洋的群島，由18個主要島嶼和多個小島組成，總面積2,624平方公里，是西非國家幾內亞比紹的領土，2006年人口30,000。比熱戈斯群島被森林覆蓋，野生動物有海龜和猴子，是聯合國教科文組織的生物圈保護區之一。该群岛也是几内亚比绍第一个世界自然遗产。